# Castillo-Nuevo
Castillo-Nuevo település Spanyolországban, Navarra autonóm közösségben. Castillo-Nuevo Navascués-Nabaskoze és Romanzado községekkel határos. Lakosainak száma 15 fő (2024).

## Népesség
A település népessége az elmúlt években az alábbi módon változott:
| Lakosok száma | 21   | 20   | 18   | 18   | 17   | 18   | 17   | 16   | 18   | 15   |
|               | 2001 | 2004 | 2006 | 2009 | 2011 | 2014 | 2016 | 2019 | 2021 | 2024 |